# Enric Dalmau i Carbonell
Enric Dalmau i Carbonell (Sant Antoni de Calonge, Baix Empordà, 1908 – Calonge, Baix Empordà, 1936) fou músic instrumentista català de violí i contrabaix.

## Biografia[1]
Enric Dalmau va néixer el 7 de febrer del 1908 al poble de Sant Antoni de Calonge, terme municipal de Calonge. Els seus pares eren Martí Dalmau i Pla, taper, i Fermina Carbonell i Serís, tots dos naturals del municipi de Calonge.
No se sap pas amb qui va aprendre a tocar i amb quines agrupacions ho va fer. Una parenta seva encara guarda una camisa verda amb les seves inicials de l'època en què tocava. També era un gran aficionat al teatre. Però la seva feina principal, com molts músics era una altra. En el seu cas, seguint la del seu pare, la de taper. Tots dos treballaven a la fàbrica de taps de suro de Conrad Vilar, a Sant Antoni de Calonge.
A nivell personal, es diu que tenia unes grans condicions físiques. Es diu que anava nedant des de la platja de Sant Antoni a l'espigó de Palamós dues vegades seguides. El 21 de juny de 1936 es va casar amb Amàlia Fernández i Pascual, natural de Tossa de Mar. El 15 d'agost d'aquell mateix any va morir ofegat a la platja de Torre Valentina, quan intentava salvar el també músic Josep Colom i Molla, natural de Calonge.